# 千葉常胤
千葉 常胤（ちば つねたね）は、平安時代末期から鎌倉時代前期にかけての武将。千葉氏第3代当主。千葉氏を豪族から御家人の地位まで登らしめた千葉氏中興の祖といわれる。常胤以降、一族は諱に「胤」の一字を受け継ぐことが多くなる。在地領主=武士の政権・鎌倉幕府の創設に努力し、これによって子孫発展の基礎を築いた。まさに関東の在地領主=武士の、そして鎌倉幕府の御家人の、一つの典型である。
千葉市立郷土博物館には彫刻家安西順一が作成した千葉常胤の木像が展示されている。また千葉県青少年総合対策本部刊行の『郷土に輝く人々』という小冊子も、その巻頭に常胤があげられている。このように千葉県・千葉市をひらいた人物として評価されているのである。

## 生涯

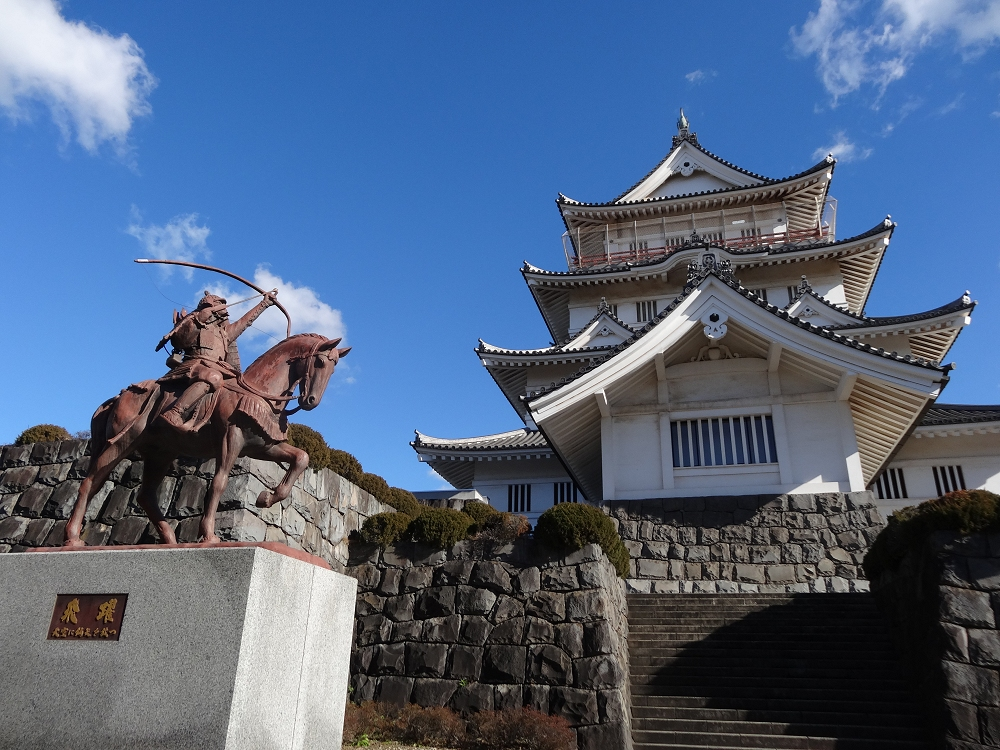
千葉常胤の騎馬像『飛躍』

### 出生
桓武平氏良文流千葉氏の一族。父は下総権介・千葉常重。上総広常とは又従兄弟。平安時代末期における下総国の有力在庁官人であった。官途名は千葉介（ちばのすけ）。

### 相馬御厨
大治5年（1130年）6月11日、千葉氏の祖である父・平常重は所領の「相馬郡布施郷」を伊勢神宮に下総相馬御厨として寄進しその下司職となっていた。しかし、保延2年（1136年）7月15日、下総守・藤原親通は、相馬郡の公田からの官物が国庫に納入されなかったという理由で常重を逮捕・監禁し、常重から相馬郷・立花郷の両郷を官物に代わりに親通に進呈するという内容の新券（証文）を責め取って押領してしまう。これに康治2年（1143年）に源義朝（頼朝の父）が介入し、常重から相馬郡（または郷）の証文を責め取った。だが義朝は伊勢神宮の神威を畏れて天養2年（1145年）3月、それを伊勢神宮に寄進する避文を提出した（責め取った証文が圧状とみなされて、伊勢神宮側から寄進の拒否をされたため）。
こうした事態に対して常重の跡を継いだ常胤は、久安2年（1146年）4月にまず下総国衙から官物未進とされた分を納め相馬郡司職を回復し相馬郷についても返却を実現する。常胤は8月10日に改めてその支配地域を伊勢神宮に寄進し、その寄進状が残っていることからその間の事情が今に知られることになる。
すでに天養2年（1145年）の源義朝による寄進があったが、常胤は「親父常重契状」の通り、伊勢内宮神官に供祭料を納め、加地子・下司職を常胤の子孫に相伝されることの新券を伊勢神宮へ奉じこれが承認された。このことについて義朝の行為は紛争の「調停」であったとする見方もあるが、常胤の寄進状には「源義朝朝臣就于件常時男常澄之浮言、自常重之手、康治二年雖責取圧状之文」とあり、常胤にとっては義朝もまた侵略者の一人であることが判る。

### 保元・平治の乱
以後、常胤は保元元年（1156年）の保元の乱に出陣し源義朝指揮下で戦う。これにより、少なくともこの時点では常胤を義朝の郎党とする見方もあるが、保元の乱での後白河天皇側の武士の動員は官符によって国衙を通じた公式動員であることに注意が必要である。
その後、平治の乱で源義朝が敗死すると、永暦2年（1161年）には常陸国の佐竹義宗（隆義の弟）が前下総守・藤原親通から常重の証文を手に入れ、藤原親盛（親通の子・平重盛側室の養父）とも結んで伊勢神宮に再寄進しこれも伊勢神宮に認められ支配権を得る。これを知った常胤も翌月に再度伊勢神宮に寄進の意向を示した。このため、伊勢神宮側では常胤側の窓口となった禰宜・荒木田明盛と義宗側の窓口となった禰宜・度会彦章の対立が生じた。その後、義宗が伊勢神宮に供祭料を負担して寄進状の約束を果たしたことが評価され、長寛元年（1163年）に義宗の寄進を是とする宣旨が出され、続いて永万2年（1166年）6月18日に明盛から彦章に契状を提出し、仁安2年（1167年）6月14日付で和与状が作成された。
当時、和与による権利移転は悔返を認めない法理があり、これによって度会彦章・佐竹義宗の勝訴が確定した。
以後、常胤は義宗と激しく争うことになる。
この頃、平治の乱で敗れた源義朝の大叔父にあたる源義隆の生後間もない子が配流されてきたため、常胤は流人としてこれを監督しつつも、源氏への旧恩から、この子を密かに源氏の子として育てた。これが後の源頼隆である。

### 頼朝挙兵

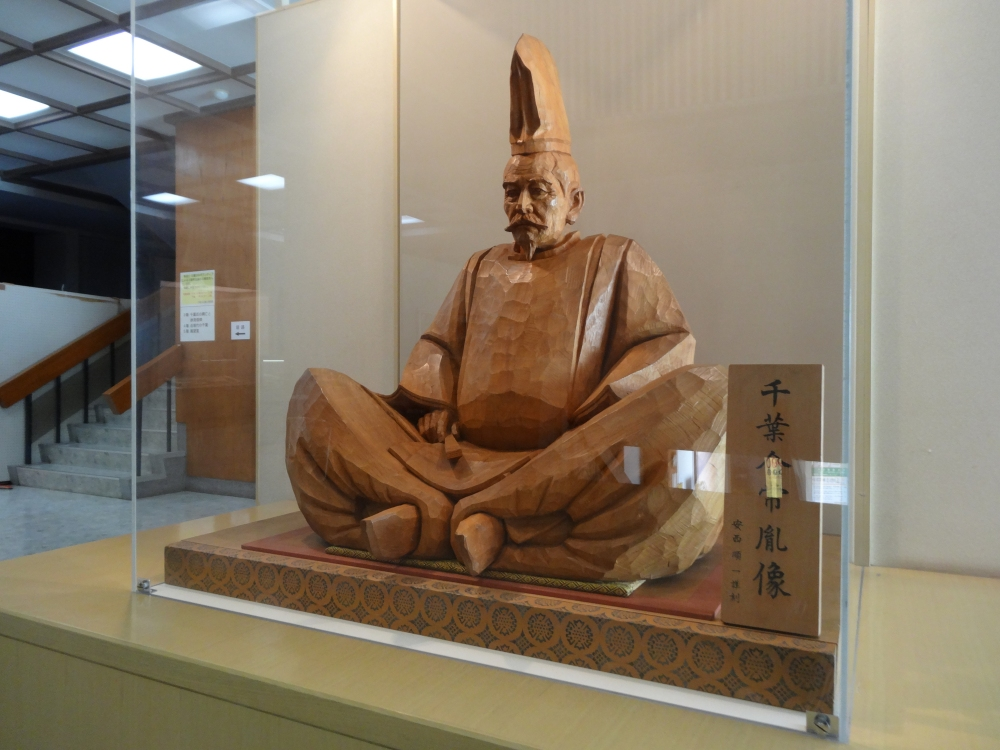
『千葉介常胤像』（千葉市立郷土博物館）

治承4年（1180年）、伊豆国で挙兵した源頼朝が石橋山の戦いに敗れた後に安房国へ逃れると頼朝は直ちに常胤に加勢を求める使者として安達盛長を送った。
『吾妻鏡』によれば、常胤は胤正・胤頼以下の子息とこれを丁重に迎え入れて、盛長の言伝を聞いたものの何の反応も示さない。そこで胤正・胤頼が早急の返事を進めたところ、「自分の心中は勿論その積りだ。ただ、頼朝殿が源氏中絶の後を興されたことを考えると、感涙が眼を遮り、言葉も出ないのだ」と言って、盛長に相模国鎌倉を根拠にすることを勧めたとされる（治承4年9月9日条）。
一方、『源平盛衰記』では、常胤が「一旦上総介（上総広常）と相談したい」と述べたため、盛長が館を出たところ、偶々鷹狩から戻る途中の胤正に出会い、胤正は盛長を館に連れ戻した後に常胤に「上総介（広常）の家臣ではないのだから、相談する必要は無い」と述べ、常胤も参陣の意を述べたとされている。一方、『吾妻鏡』の9月6日条では使者である和田義盛と会った上総広常も「千葉介（常胤）と相談したい」と述べており、『吾妻鏡』と『源平盛衰記』の記事の違いは2回の訪問の際の出来事が混同されていると考えられている。
9月13日、常胤は胤頼の勧めに従って、胤頼と嫡孫・成胤（胤正の子）に命じて平家に近いとされた下総の目代を下総国府（現在の市川市）に襲撃してこれを討っている。ところが、匝瑳郡に根拠を置き平氏政権によって下総守に任じられていた判官代・藤原親政（親通の孫）が、頼朝討伐に向かう途中でこの知らせを聞いて急遽千葉荘を攻撃した。9月14日に急遽引き返した成胤と親政は戦いに及んで親政を捕縛することに成功している（結城浜の戦い）。
『吾妻鏡』では9月17日に常胤は一族300騎を率いて下総国府に赴き頼朝に参陣したとしている。ただし、頼朝が途中、常胤の本拠である千葉荘を通過して千葉妙見宮などを参詣したと伝えられていることから、現在では最初の会見は上総国府（現在の市原市）もしくは結城ノ浦（現在の千葉市中央区寒川神社付近）で行われたと考えられている。なお、この時に源氏の子として育ててきた頼隆を伴って参陣したとされ、頼朝から源氏軍への参陣への労いの言葉を受けるとともに、頼隆を頼朝に対面させて源氏の孤児を育ててきたことを深く謝され、「司馬を以て父となす」と述べたといわれている。もっとも、前述の経緯のように常胤の参陣の背景には国府や親平氏派（下総藤原氏・佐竹氏）との対立関係や、かつての相馬御厨を巡る千葉常胤と源義朝との間のいきさつを考慮しなければならず、頼朝の決起に感涙したという『吾妻鏡』のような美談をそのまま事実とすることは出来ないのである。10月2日には頼朝が太日河・隅田川を越えて武蔵国に入り、豊島清元・葛西清重父子に迎えられているが、この際に船を用意したのは千葉常胤と上総広常とされている。また、葛西清元は治承元年（1177年）の香取神宮造営の際の雑掌を務めており、この時在庁官人であった千葉常胤とも造営を通じて関係を持ち、畠山氏などの平家方勢力が残る中での源頼朝の武蔵入国に際しては両岸の千葉・豊島両氏が連携を行ったとみられている。また、常胤当時の千葉の推定図と頼朝時代の鎌倉の推定図がともに北端に信仰の中核になる寺社（千葉の尊光院と鎌倉の鶴岡八幡宮）を設けてそこから伸びる南北の大路を軸として町が形成されていることから、鎌倉の都市計画に常胤の献策があった可能性を指摘する研究者もいる。常胤が上総広常に比べてなぜ頼朝に信頼をされているのかというと、常胤の居住する場所が比較的開発が早く進み、国衙や御厨を通して、中央の文化を早く受け入れていたために動静を把握することの速さが要因と考えられるのである。
源氏軍の与力として活躍。富士川の戦い後、上洛を焦る頼朝を宥めたと言われている。佐竹氏討伐を進言して相馬御厨の支配を奪還する。寿永2年（1183年）に頼朝に疎まれた上総広常が誅殺され、房総平氏の惣領の地位は千葉常胤に移ることになる。もっとも、広常の誅殺は頼朝の身内的存在であった北条氏・比企氏の台頭と並行して行われ、誅殺の結果として頼朝を支える基盤が常胤を含む房総平氏から北条氏・比企氏に移り、頼朝の「義父」としての立場を失った常胤は鎌倉政権中枢から御家人の一人に転落することになったとする見方もある。元暦元年（1184年）には、源範頼軍に属して一ノ谷の戦いに参加、その後は豊後国（大分県）に渡り軍功を上げた。文治3年（1187年）洛中警護のため上洛。文治5年（1190年）の奥州藤原氏討伐のための奥州合戦に従軍して東海道方面の大将に任じられて活躍し、奥州各地に所領を得た。同年、頼朝が上洛した際、これまでの勲功として頼朝に御家人10人の成功推挙が与えられた時、その1人に入ったが孫の常秀に賞を譲っている。建久4年（1193年）には香取社造営雑掌を務め、後に千葉氏が香取社地頭として、社内への検断権を行使する権利を獲得するきっかけとなる。
建仁元年（1201年）3月24日に死去、享年84。死去の地がどこか、記録には残されていない。『千葉大系図』もこれには触れず、「下総国千葉山に葬る、法号浄春貞見」と記載している。千葉市稲毛区轟町の大日寺には､十数基の五輪塔が立っており、この中に常胤のものもあると伝えられている。

## 子孫
子に跡を継いで千葉介氏惣領となった千葉胤正、相馬師常（相馬氏祖）、武石胤盛、大須賀胤信、国分胤通（大須賀氏、国分氏は後の千葉氏の有力家臣団となる）、東胤頼（東氏祖）がある。彼ら6兄弟は『吾妻鏡』に源頼家誕生の際に揃いの水干を纏って馬、鎧、弓、剣を献上するなど存在が知られているが、このほかに園城寺の僧となっていた日胤がいたとされる。日胤は以仁王の挙兵に加勢し平家に討たれた。